# Sorgo rojo (película)
Sorgo rojo (en chino: 红高粱, en pinyin: honggaoliang) es una película china que se estrenó en 1988. La historia es una adaptación de dos novelas del escritor chino Mo Yan publicadas en 1986:《紅高粱》(Sorgo rojo) y《高粱酒》(Licor de sorgo).
La adaptación cinematográfica fue llevada a la gran pantalla por Zhang Yimou, perteneciente a la llamada «Quinta Generación» de directores chinos. Dicho cineasta alcanzó una fama mundial gracias a los diversos premios que ha recibido la película en los festivales de cine de todo el mundo, entre los cuales destaca el Oso de oro obtenido en el 38.º Festival Internacional de Cine de Berlín. Gong Li, actriz mundialmente conocida por grandes películas como La linterna roja o Memorias de una geisha, tuvo su primer papel protagonista en este filme. En aquel entonces, Gong Li todavía estudiaba en la Escuela Central de Arte Dramático de Pekín y su participación en la película atrajo la atención del público nacional e internacional. 
La película se desarrolla durante la Segunda Guerra Sinojaponesa (1937-1945) en el condado de Gaomi, un distrito rural de la provincia de Shandong, donde los protagonistas poseen una destilería de sorgo que pasa por una difícil situación.

## Argumento
Los padres de Jiu’er, interpretada por Gong Li, se ven obligados a vender a su hija a cambio de una mula. La joven debe casarse con un hombre leproso de 50 años que posee una destilería de sorgo. Cuando Jiu’er va de camino a su compromiso montada en un palanquín nupcial rojo, es asaltada por un bandido. Uno de sus porteadores, Yu Zhan’ao (Jian Weng), toma valientemente la iniciativa y defiende a Jiu’er dándole una paliza al bandido. A partir de ese momento nace una atracción mutua entre ella y el porteador. 
Tres días después, cuando Jiu’er va camino a casa de sus padres, a quienes desea visitar, de repente, es sorprendida por el porteador Yu, que sale de entre un campo de sorgo y la coge por la fuerza. Ella, en un primer momento, no sabe quién es el asaltante; pero, cuando lo descubre, se entrega a él. De esta unión nacería posteriormente su hijo.
Cuando la mujer vuelve a la destilería tras la visita a casa de sus padres, descubre que su marido ha muerto a causa de su enfermedad. Sin embargo, muchos creían que había sido asesinado. La destilería, al quedar sin nadie al mando, pasa a manos de Jiu’er. 
Un día, Yu bebe hasta emborracharse y orina en el licor de sorgo. Para sorpresa de todos, el licor se vuelve delicioso y el negocio florece. Cuando las tropas japonesas invaden China, torturan hasta la muerte a un buen amigo de Jiu’er. La protagonista, para vengarse de los japoneses, le pide ayuda a sus trabajadores, quienes fabrican minas y bombas que esconden dentro de las tinajas de sorgo y esperan a que las camionetas de los soldados japoneses se crucen con ellos. Durante la espera, los trabajadores comienzan a sentirse hambrientos y el hijo de Jiu’er vuelve a casa para decírselo a su madre. Cuando la madre va a llevarles comida, aparecen los japoneses, quienes la matan de un disparo. Finalmente, la explosión de las bombas acaba con los soldados japoneses y los trabajadores de la destilería; tan solo Yu y su hijo salen con vida.

## Premios
- 1988, premios al Mejor Largometraje, la Mejor Fotografía, la Mejor Banda Sonora y el Mejor Sonido en la octava edición del festival cinematográfico Jinji Jiang (Gallo de oro).
- 1988, premio Baihua (Cien flores) al Mejor Largometraje en la undécima edición de los premios Dazhong (Cine del pueblo).
- 1988, premio Oso de Oro al Mejor Largometraje en la trigésimo octava edición del Festival Internacional del Cine de Berlín.
- 1988, premios a Mejor Película, Mejor Director y Mejor Historia Realista del 5.º Festival Internacional de Cine de Zimbabue.
- 1988, premio a la Mejor Crítica en el 35.º Festival Internacional de Cine de Sídney.
- 1988, gran Premio Atlas de Oro al director en el primer Festival Internacional de Cine y Televisión de Maras, Marruecos.
- 1989, en el 16.º festival internacional de cine de Bruselas la audiencia le concedió el premio a la Mejor Película.
- 1989, Premio Silver Panda en el 5.º Festival internacional del cine mediterráneo de Montpellier, Francia.
- 1989, 8.ª en los Premios de Cine de Hong Kong y una de las diez mejores películas chinas.
- 1990, nominada al premio anual de la Asociación de Cineastas de la República Democrática Alemana.
- 1990, elegido como uno de los diez mejores largometrajes en el Festival de Cine de Cuba.

## Nota
"Este artículo es traducción fiel (pero mejorada y completada) del artículo correspondiente que publica la Wikipedia en chino. El trabajo ha sido coordinado por Gabriel García-Noblejas y realizado por Nazaret Abad Ramos, Lourdes Ureña Pérez, Marina Fernández Basallo, Carolina Sobrino Cano, Andrea Martín Manzano, Julia Cervilla Carrión, Lucía Rodríguez Trujillo, Inés María Villa Bulnes, Aroa Otero Miguéns, Beatriz Moreno Cuadrado, Stella Peinado Sánchez, Ana Sánchez Castillo e Irene García Camero; en el aula 4 de la facultad de Traducción e interpretación de la Universidad de Granada durante el mes de mayo de 2019”.

- Datos: Q166588